# Zoe Derham
Zoe Derham (ur. 24 listopada 1980 w Bristolu) – brytyjska lekkoatletka specjalizująca się w rzucie młotem.
W 2002 roku zajęła ósmą lokatę na igrzyskach Wspólnoty Narodów. Trzy lata później była jedenastą zawodniczką uniwersjady w Izmirze. Piąta zawodniczka kolejnej edycji igrzysk Commonwealthu (2006). Zajęła czternastą lokatę na uniwersjadzie w 2007 roku, a w 2008 odpadła w eliminacjach igrzysk olimpijskich. Zdobyła brązowy medal na rozegranych w Nowym Delhi w październiku 2010 igrzyskach Wspólnoty Narodów. Medalistka mistrzostw Wielkiej Brytanii oraz reprezentantka kraju w pucharze Europy, zimowym pucharze w rzutach, drużynowym czempionacie Starego Kontynentu i meczach międzypaństwowych.
Rekord życiowy: 68,63 (17 lipca 2008, Loughborough).

## Osiągnięcia
| Rok  | Impreza                                 | Miejsce     | Lokata            | Wynik |
| ---- | --------------------------------------- | ----------- | ----------------- | ----- |
| 2001 | Młodzieżowe mistrzostwa Europy          | Amsterdam   | el. –             | 55,53 |
| 2002 | Zimowy puchar Europy w rzutach          | Pula        | 3. miejsce        | 59,20 |
| 2002 | Igrzyska Wspólnoty Narodów              | Manchester  | 8. miejsce        | 59,57 |
| 2003 | Zimowy puchar Europy w rzutach          | Gioia Tauro | 25. miejsce       | 56,90 |
| 2004 | Zimowy puchar Europy w rzutach          | Marsa       | 24. miejsce       | 60,99 |
| 2005 | Uniwersjada                             | Izmir       | 11. miejsce       | 62,54 |
| 2006 | Igrzyska Wspólnoty Narodów              | Melbourne   | 5. miejsce        | 61,92 |
| 2006 | Superliga pucharu Europy                | Malaga      | 8. miejsce        | 61,62 |
| 2006 | Mistrzostwa Europy                      | Göteborg    | el. – 39. miejsce | 56,94 |
| 2007 | I liga pucharu Europy                   | Vaasa       | 5. miejsce        | 65,56 |
| 2007 | Uniwersjada                             | Bangkok     | 14. miejsce       | 59,14 |
| 2008 | Zimowy puchar Europy w rzutach          | Split       | 9. miejsce        | 60,64 |
| 2008 | Superliga pucharu Europy                | Annecy      | 7. miejsce        | 66,85 |
| 2008 | Igrzyska olimpijskie                    | Pekin       | el. – 35. miejsce | 64,74 |
| 2009 | Zimowy puchar Europy w rzutach          | Teneryfa    | 4. miejsce        | 64,93 |
| 2009 | Superliga drużynowych mistrzostw Europy | Leiria      | 6. miejsce        | 65,59 |
| 2009 | Mistrzostwa świata                      | Berlin      | –                 | NM    |
| 2010 | Igrzyska Wspólnoty Narodów              | Nowe Delhi  | 3. miejsce        | 64,04 |